# Bredene Koksijde Classic 2024
De 22e editie van de wielerwedstrijd Bredene Koksijde Classic vond plaats op 15 maart 2024. De wedstrijd startte in Bredene en finishte 201,2 kilometer later in Koksijde. De wedstrijd maakte deel uit van de UCI ProSeries, met de categorie 1.Pro. Luca Mozzato won de wedstrijd, voor Dylan Groenewegen en Gerben Thijssen. 

## Uitslag
| Plaats  | Naam               | Ploeg                | Tijd     |
| ------- | ------------------ | -------------------- | -------- |
| Winnaar | Luca Mozzato       | Arkéa-B&B Hotels     | 4u46'31" |
| 2       | Dylan Groenewegen  | Jayco AlUla          | z.t.     |
| 3       | Gerben Thijssen    | Intermarché-Wanty    | z.t.     |
| 4       | Simone Consonni    | Lidl-Trek            | z.t.     |
| 5       | Arnaud De Lie      | Lotto Dstny          | z.t.     |
| 6       | Emīls Liepiņš      | dsm-firmenich PostNL | z.t.     |
| 7       | Arvid de Kleijn    | Tudor                | z.t.     |
| 8       | Timothy Dupont     | Tarteletto-Isorex    | z.t.     |
| 9       | Hugo Hofstetter    | Israel-Premier Tech  | z.t.     |
| 10      | Dries Van Gestel   | TotalEnergies        | z.t.     |
| 11      | Paul Magnier       | Soudal Quick-Step    | z.t.     |
| 12      | Rory Townsend      | Q36.5                | + 2"     |
| 13      | Anthony Turgis     | TotalEnergies        | + 3"     |
| 14      | Rasmus Bøgh Wallin | Uno-X Mobility       | + 5"     |
| 15      | Ceriel Desal       | Bingoal WB           | z.t.     |
| 16      | Thomas Gachignard  | TotalEnergies        | z.t.     |
| 17      | Yves Lampaert      | Soudal Quick-Step    | z.t.     |
| 18      | Pepijn Reinderink  | Soudal Quick-Step    | z.t.     |
| 19      | Luka Mezgec        | Jayco AlUla          | z.t.     |
| 20      | Abram Stockman     | TDT-Unibet           | z.t.     |

2002 · 2003 · 2004 · 2005 · 2006 · 2007 · 2008 · 2009 · 2010 · 2011 · 2012 · 2013 · 2014 · 2015 · 2016 · 2017 · 2018 · 2019 · 2020 · 2021 · 2022 · 2023 · 2024 · 2025
Ronde van Valencia ·
Figueira Champions Classic ·
Ronde van Oman ·
Clásica de Almería ·
Ronde van de Algarve ·
Ruta del Sol ·
Ardèche Classic ·
Drôme Classic ·
Kuurne-Brussel-Kuurne ·
Trofeo Laigueglia ·
Nokere Koerse ·
Milaan-Turijn ·
GP Denain ·
Bredene Koksijde Classic ·
Grote Prijs Miguel Indurain ·
Scheldeprijs ·
Brabantse Pijl ·
Ronde van de Alpen ·
Ronde van Turkije ·
Grote Prijs van Plumelec ·
Tro Bro Léon ·
Ronde van Hongarije ·
Vierdaagse van Duinkerke ·
Boucles de la Mayenne ·
Ronde van Noorwegen ·
Circuit Franco-Belge ·
Brussels Cycling Classic ·
Dwars door het Hageland ·
Ronde van België ·
Ronde van Slovenië ·
Ronde van het Qinghaimeer ·
Ronde van Wallonië ·
Arctic Race of Norway ·
Ronde van Burgos ·
Ronde van Denemarken ·
Ronde van Duitsland ·
Maryland Cycling Classic ·
Ronde van Groot-Brittannië ·
Grote Prijs van Fourmies ·
GP Industria & Artigianato-Larciano ·
Coppa Sabatini ·
Grote Prijs van Wallonië ·
Ronde van Luxemburg ·
Super 8 Classic ·
Ronde van Langkawi ·
Ronde van het Münsterland ·
Ronde van Emilia ·
Parijs-Tours ·
Coppa Bernocchi ·
Ronde van de Drie Valleien ·
Ronde van Piemonte ·
Ronde van het Taihu-meer ·
Ronde van Veneto ·
Japan Cup ·
Veneto Classic